# Parentia orientalis
Parentia orientalis är en tvåvingeart som beskrevs av Daniel J. Bickel 1994. Parentia orientalis ingår i släktet Parentia och familjen styltflugor. Inga underarter finns listade i Catalogue of Life.